# Hildegard Hillebrecht
Hildegard Hillebrecht (26 de novembre de 1927) és una soprano alemanya.
Va estudiar cant després d'estudiar medicina i va debutar com a Leonora a Il Trovatore de Verdi. Va cantar a l'Òpera de Zuric del 1952 al 1954, a Düsseldorf del 1954 al 1959 i a l'Òpera de Múnic des del 1961. Va actuar regularment a l'Òpera Estatal de Berlín i va participar en nombrosos festivals (Salzburg, Múnic).